# Progresso M-19
Progresso M-19 (em russo:  Прогресс M-19) foi uma nave espacial de carga russa, não tripulada, lançada em 1993 para reabastecer a estação espacial Mir.

## Lançamento
O Progresso M-19 foi lançado em 10 de agosto de 1993 no Cosmódromo de Baikonur, no Cazaquistão. Ele usou um foguete Soyuz-U.

## Conclusão
Permaneceu em órbita até 18 de outubro de 1993, quando foi desorbitado. O término da missão ocorreu às 00:22:14 UTC do dia 19 de outubro de 1993, quando a cápsula VBK-Raduga 8 pousou.